# Транспорт в Белград
Белград има развита мрежа от пътища с различни видове обществен и частен транспорт. Общественият транспорт в Белград включва автобуси (118 градски линии и повече от 300 крайградски линии), трамваи (12 линии) и тролейбуси (8 линии) .
Белград е известен със задръстванията си, тъй като пътната мрежа не е достатъчно развита, за да отговаря на нуждите на града. Налице е остър проблем с малкия брой мостове. Белград е един от малкото европейски градове с население над 1 милион жители без метро.

## Градски транспорт
Общественият транспорт в стролицата на Сърбия включва автобуси, трамваи и тролейбуси. Планира се изграждането на лекорелсово метро, но към 2019 г. изпълнението на проекта все още не е започнато. Белград има проблеми със задръстванията, особено в следобедните часове.
Превозните средства са собственост на местна компания за обществен транспорт (ГТК „Белград“) или частни фирми, които се занимават само с превози. Транспортните билети могат да бъдат закупени по павилиони в целия град. Еднократен билет може да бъде закупен от водача на по-висока цена. Могат да се закупят и месечни билети, валидни за неограничен брой пътувания през месеца по всички линии, обхванати от интегрираната тарифна система.

## Автобуси
Автобусните линии се обслужват от:
- Градска транспортна компания (ГТК „Белград“)
- Арива
- Банбус
- Тамнава Транс
- Думеко
- Джурдич

ГТК „Белград“ принадлежи на градската управа, а тези автобуси често са наричани „градски“ или „държавни“. Дружеството е единственото, което се занимава с транспорт до средата на 90-те години, когато официално се появяват и други превозвачи (частни). На градско ниво, компанията има 141 дневни и 27 нощни линии. Нощните линии се обслужват предимно от „частни“ автобуси.

## Трамваи и тролейбуси
Първият трамвай по улиците на Белград се появява през 1892 година. Към 2019 г. има 11 трамвайни и 7 тролейбусни линии, всички принадлежащи на ГТК „Белград“.

## Маршрутки
Микробусите са сравнително нови вид транспортно средство в Белград, те се появяват през 2007 година. Към 2019 г. има 7 маршрута с табела Е пред номера на маршрута. Този вид обществен транспорт е с по-високо качество. Микробусите превозват по-малко на брой пътници, на са по-бързи и са климатизирани. Цената на билета е по-висока от тази на автобусния транспорт. Има и специална микробусна линия A1, която превозва пътници от площад Славия до летище „Никола Тесла“.

## Лекорелсов транспорт
Лекорелсовият транспорт, или така нареченото леко метро, е възприет като алтернатива на по-скъпата класическа метросистема. Официалното име е Белградско леко метро. В центъра на града се предвижда изграждането на три линии с възли за прекачване. Проучванията показват, че капацитетът на проекта ще бъде недостатъчен за град с такива размери.

## Градска железница
На 1 септември 2010 г. е въведен в експлоатация градския електрически влак БГ ВОЗ, който използва съществуващата железопътна линия. Първоначално градът използва железопътната линия между станциите Нови Белград и Панчевски мост, а на 15 април 2011 г. трафикът е разширен до районите Земун и Батайница (крайните северозападни райони на Белград), като дължината на експлоатирания участък е 23 километра. Капацитетът на градската железница е около 2700 пътници на час, като се предвижда в пиковите часове интервалът между влаковете да бъде 15 минути.
- Знак върху вагоните на лекорелсовия транспорт
- Табло на станция Вуков